# Batalha de Kolin
Na Batalha de Kolin, travada a 18 de Junho de 1757 viu 44 mil austríacos sob o Conde von Daun derrotar Frederico, o Grande durante a Terceira Guerra da Silésia (Guerra dos Sete Anos) que tinha sob seu comando 32 mil prussianos. Os prussianos perderam 14 mil homens, enquanto os austríacos perderam 8 mil homens.

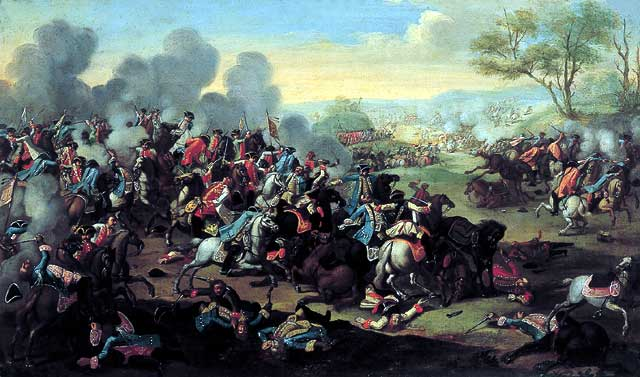
Batalha de Kolin.

## Antecedentes
Frederico vencera uma batalha sangrenta contra a Áustria e agora sitiava Praga. O marechal austríaco Daun chegou tarde demais para participar da Batalha de Praga, mas reagrupou 16 mil homens que escaparam da batalha. Com este exército, ele moveu-se lentamente para aliviar Praga, forçando as forças prussianas a se dividirem.
Frederick levou 34 mil de seus homens para interceptar Daun. Daun sabia que as forças prussianas eram muito fracas para sitiar Praga e mantê-lo longe de Praga por mais tempo (ou para lutar contra o exército austríaco reforçado pela guarnição de Praga), então suas forças austríacas tomaram posições defensivas nas colinas próximas Kolín. Frederico foi forçado a atacar os austríacos, que esperavam na defensiva com uma força de 35 160 infantaria, 18 630 cavalaria e 154 canhões. O campo de batalha de Kolín consistia em encostas de colinas suaves.
O plano de Frederico era envolver a ala direita austríaca com a maior parte de seu exército. Ao longo das linhas austríacas (ala direita e centro prussiana), ele manteve apenas tropas suficientes para esconder a concentração na ala esquerda prussiana. A força principal prussiana viraria à direita na direção dos austríacos para atacar seu flanco direito. A ala esquerda prussiana superaria localmente os austríacos. Depois que a ala direita austríaca fosse derrotada, a batalha seria decidida.

## Batalha
A força principal de Frederico voltou-se para os austríacos muito cedo e atacou suas posições defensivas frontalmente, em vez de flanqueá-los. A infantaria ligeira croata austríaca (Grenzers) desempenhou um papel importante nisso; assediando a infantaria prussiana regular sob os generais Christopher Hermann von Manstein e Joachim Christian von Tresckow, eles provocaram um ataque prematuro.
As colunas prussianas desunidas tropeçaram em uma série de ataques descoordenados, cada um contra números superiores. À tarde, após cerca de cinco horas de combate, os prussianos estavam desorientados e as tropas de Daun os expulsavam. Os couraceiros prussianos sob o comando do Oberst Friedrich Wilhelm von Seydlitz (promovido a major-general naquele dia) finalmente apareceram. Houve muitas acusações e contra-acusações na colina Křečhoř. O primeiro batalhão da Guarda sob o comando do general Friedrich Bogislav von Tauentzien salvou o exército prussiano de um destino pior, cobrindo a retirada prussiana.
Kerels, wollt ihr den euwig leben?
(Patifes, vocês querem viver para sempre?)

-  Frederico, o Grande, para os hesitantes Guardas, Batalha de Kolin

## Resultados
A batalha foi a primeira derrota de Frederico nesta guerra e o forçou a abandonar sua marcha pretendida sobre Viena, levantar seu cerco a Praga e recuar para Litoměřice. Os austríacos, reforçados com 48 mil soldados da guarnição de Praga, os seguiram com um exército que agora compreendia 100 mil homens e atacaram o príncipe Augusto Guilherme da Prússia, que estava recuando excentricamente em Zittau, causando-lhe pesadas baixas. O rei foi forçado a deixar a Boêmia.

## Recepção
- Após a batalha, a Imperatriz Maria Teresa fundou a Ordem Militar de Maria Teresa
- O Kolingasse, no 9º distrito de Viena, recebeu o nome desta vitória em 1870.
- Os memoriais da batalha foram erguidos em Křečhoř e em Bedřichov.[1]